# Nathanael Scholz von Schollenstern
Nathanael Scholz von Schollenstern (geboren als Nathanael Scholz; * 2. August 1589; † 9. Mai 1634) war ein Görlitzer Ratsherr, Schöffe und Richter sowie Landesherr auf Deutsch-Ossig. Er war ein Sohn des Bartholomäus Scultetus.

## Biographie
Nathanael entstammte der zweiten Ehe seines einflussreichen Vaters mit Helene Röber (1558–1623). Er hatte zwei ältere Brüder, eine ältere und eine jüngere Schwester. Nathanael ging von Dezember 1596 bis wahrscheinlich Frühling 1608 in Görlitz zur Schule, also vom siebten bis ins achtzehnte Lebensjahr.
Für neun Groschen immatrikulierte er sich schon im Herbst 1604 an der Brandenburgische Universität in Frankfurt a. O. zum Studium ein, ungewiss aber ist, ob er hier auch studierte. Am zweiten Juli 1610 reiste er, unterstützt mit einem väterlichen Stipendium, nach Heidelberg, wo er sich am 9. Juli 1611 in der Heidelberger Universität einschrieb. Dass sein Vater das Kapital des ihm befreundeten Bergerschen Hauses verwaltete, kam dem Bergerischen Stipendium wohl zugute, es wurde erst 1617 gezahlt. Heidelberg war „die deutsche Hochburg des Calvinismus“, wo es aus Görlitz nicht nur Nathanael Scholz hinzog. Verdachtsweise, weil die Görlitzer Rektoren dieser Zeit philippistisch waren und Philipp Melanchthon sich in seinen letzten Lebensjahren den calvinistischen Lehren angenähert hatte.
Nach dem Studium kehrte er nach Görlitz zurück, wo er die erst 17-jährige Martha Berger († 26. November 1616) heiratete. Auch seine Mutter war bei der Hochzeit mit seinem Vater erst 15 Jahre alt gewesen. Berger stammte aus dem befreundeten Bergerschen Haus. Nach deren frühem Tod heiratete Scholz am 14. Mai 1618 die gleichfalls verwitwete Anna Schnitter, Tochter Alexander Schnitters. Der Rat stiftete zur Hochzeit Wein aus der Rheinregion und zwei Rehe. Dadurch wurde Scholz Landesherr auf Deutsch-Ossig. Zwei Monate nach der Hochzeit ließ er „einen ungehorsamen Underthaner gefenglich einziehen“. Wie sein Vater und einer seiner Brüder stellte sich Nathanael als Ratsherr in den Dienst seiner Vaterstadt, wenn auch wohl nicht mit seiner ganzen Kraft. Er war seit 1619 im Rat, später auch Schöffe und 1626 Stadtrichter.
Im Jahr 1625 wurde Scholz mit seinen Geschwistern auf den Namen Scholz von Schollenstern geadelt, wenngleich dieser Adel erkauft wurde, wie bei Rittergutsbesitzern zur damaligen Zeit nicht unüblich.
Er hatte noch eine dritte Ehefrau Elisabeth Conrad und starb vor ihr im Jahr 1634 in seinem 45. Lebensjahr, nachdem er fünf Jahre zuvor wegen „Kränklichkeit“ das Arbeiten aufgehört hatte. Er hinterließ mehrere Kinder Eva Maria, Christian Friedrich, Anna Marie und eine weitere Tochter aus dritter Ehe. Ein Sohn aus erster Ehe wurde tot geboren, eine Tochter Anna Maria († 1629) aus zweiter Ehe starb in ihrer frühen Jugend. Nachkommen Christian Friedrichs sind bis ins 19. Jahrhundert nachweisbar.